# دکاموند علیا
دکاموند ، روستایی از توابع بخش مرکزی شهرستان سلسله در استان لرستان ایران است.روستای دکاموند از طرف جنوب به کوه بازگیران واز طرف شمال به تپه یال رزی و هفت داره منتهی میشود .هوای ان معتدل میباشد شغل اهالی این روستا کشاورزی و دامپروری می باشد. و یک املاک در پیروزی خیابان افراسیابی پلاک 506 به این نام ثبت است .

## جمعیت
این روستا در دهستان یوسف وند قرار دارد و براساس سرشماری مرکز آمار ایران در سال ۱۳۸۵، جمعیت آن ۷۷۸ نفر (۱۵۸خانوار) بوده‌است.